# Manolón, conductor de camión
Manolón, conductor de camión fue una serie de historietas creada por Raf para la Editorial Bruguera en 1969. Sus historietas son todas de una página.

## Trayectoria editorial
Apareció en el primer número de la revista "Gran Pulgarcito", de enero de 1969, publicándose en la misma hasta su cierre, cuando pasó a otras revistas de la editorial, como "Mortadelo" o "Mortadelo Gigante".

## Argumento y personajes
La serie está protagonizada por dos transportistas de mercancías: 
- El jefe Manolón, corpulento y con boina,
- Su diminuto ayudante Tapón.

Se caracterizan por su incompetencia, y habitualmente terminan sus encargos de manera desastrosa. Ya en la primera entrega, son despedidos por el director de su compañía de transportes, cuyo nombre es Sr. Pórrez. Su compañía se llama apropiadamente «Transportes C. Pórrez».